# St-Tudy (l’Île-Tudy)

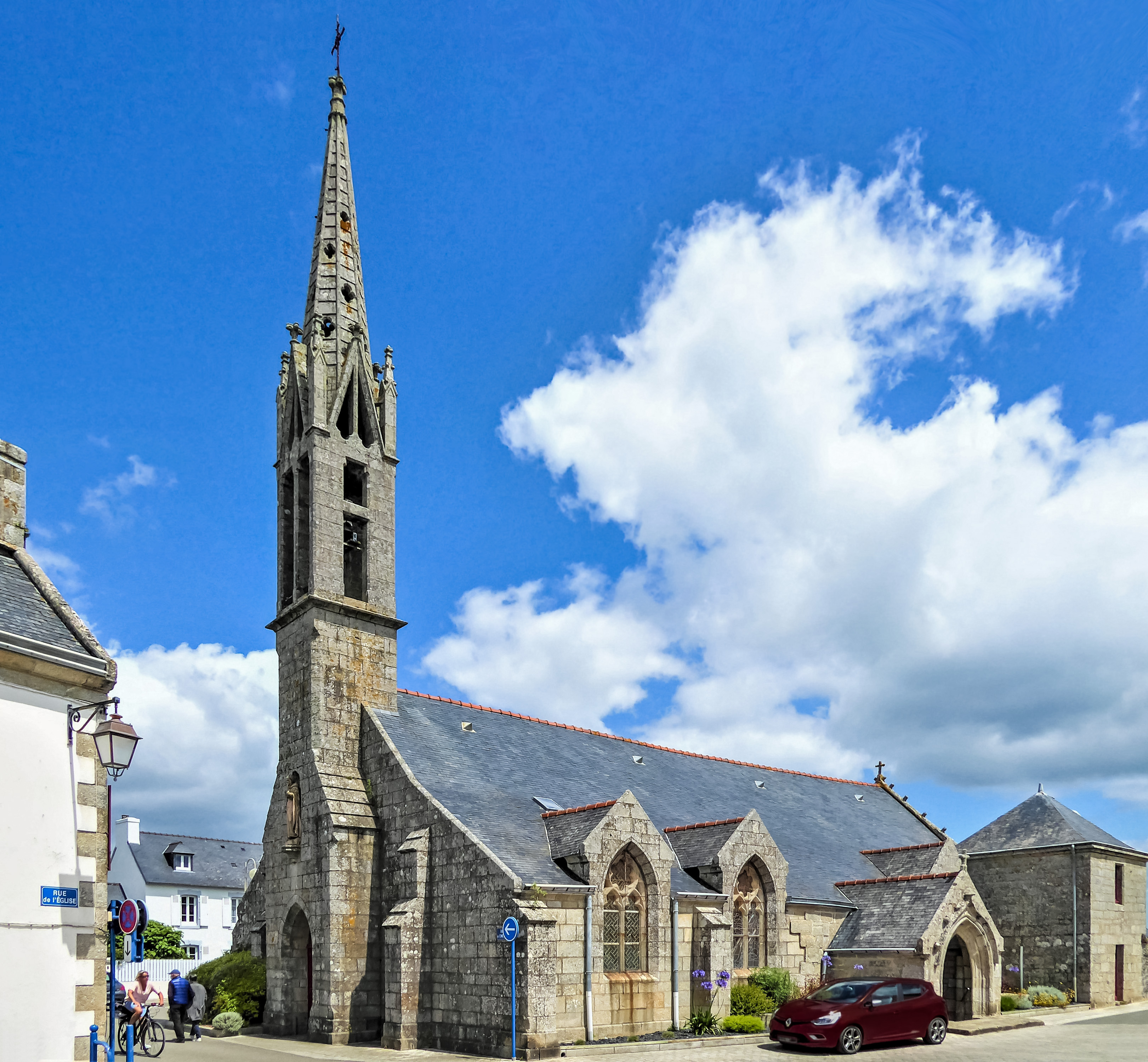
Kirche St-Tudy

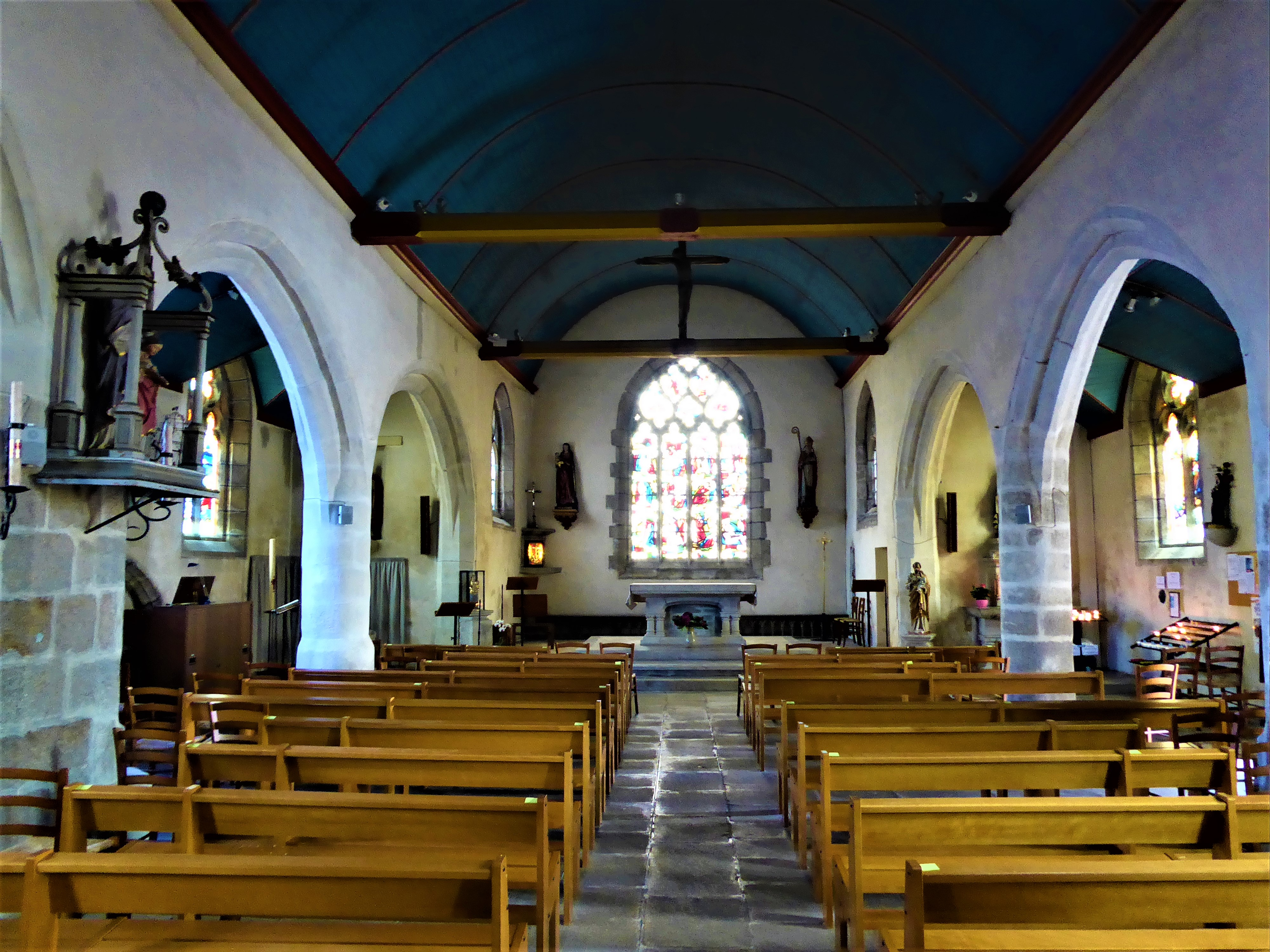
Blick durch das Langhaus Richtung Chor

St-Tudy ist eine römisch-katholische Pfarrkirche in Île-Tudy im Département Finistère in der Bretagne. Die Kirche ist eingetragen im Verzeichnis des kulturellen Erbes in Frankreich.

## Geschichte
Die dem Patrozinium des heiligen Tudy unterstellte Kirche geht im Kern auf ein spätgotisches Bauwerk aus dem 15. Jahrhundert zurück und entstand wohl an Stelle eines älteren Vorgängerbaus. Der Heilige Tudy soll hier um das Jahr 600 in einer Einsiedelei gelebt und im benachbarten Loctudy ein Kloster gegründet haben, wo sich ab dem 11. Jahrhundert das Kollegiatstift St-Tudy befand. Die Kirche in Île-Tudy war wahrscheinlich dem Stift inkorporiert. 1371 wurden Fischern in Île-Tudy die Erlöse eines Ablasses zu Gunsten des Baus geschenkt.
Der Sakralbau umfasst ein Kirchenschiff von vier Jochen mit niedrigeren Seitenschiffen, die sich mit dem Mittelschiff unter einem gemeinsamen Schleppdach befinden. Das Mittelschiff ist mit einem hölzernen Tonnengewölbe gedeckt, die Seitenschiffe mit hölzernen Halbtonnen. Damit ist die Kirche eine Pseudobasilika niederländischen und englischen Typs. Die großen Arkandenbögen des Langhauses stammen aus dem 15. Jahrhundert. Der nach Osten anschließende Chor ist gerade geschlossen. Der gesamte westlich der Vorhalle gelegene Teil der Kirche, einschließlich des Giebels und des Glockenturms, wurde 1877 erneuert. 1892 erfolgten weitere Restaurierungsmaßnahmen.

## Ausstattung
Mehrere Objekte in der Kirche sind als Monument historique eingestuft. Siehe dazu den Hauptartikel Liste der Monuments historiques in Île-Tudy.